# Francisco Bethancourt
Francisco Bethancourt Castillo (Ciudad de Panamá; 23 de octubre de 1994) es un futbolista panameño. Juega de centrocampista. Actualmente milita en Herrera FC de la Primera División de Panamá. 
Casado con Viviana Edith Martinez Romero, con la cual tiene 2 hijos Francisco Alexis Bethancourt Martínez de 12 años y Maximiliano Alexis Bethancourt Martínez de 2 años fruto de su relación de más de 15 años. 

## Selección nacional

### Participaciones en selección nacional
| Copa                   | Categoría | Sede    | Resultado    | Partidos | Goles |
| ---------------------- | --------- | ------- | ------------ | -------- | ----- |
| Campeonato Sub-17 2011 | Sub-17    | Jamaica | Tercer lugar | 1        | 0     |

## Clubes
| Club                   | País   | Año         |
| ---------------------- | ------ | ----------- |
| San Francisco FC       | Panamá | 2012 - 2016 |
| SD Atlético Nacional   | Panamá | 2017        |
| CD Plaza Amador        | Panamá | 2017        |
| Costa del Este FC      | Panamá | 2018 - 2019 |
| Sporting San Miguelito | Panamá | 2019 - 2020 |
| Alianza FC             | Panamá | 2021        |
| San Francisco FC       | Panamá | 2022        |
| Herrera FC             | Panamá | 2022 - act. |

## Palmarés

### Campeonatos nacionales
| Título                  | Club             | País   | Año  |
| ----------------------- | ---------------- | ------ | ---- |
| Liga Panameña de Fútbol | San Francisco FC | Panamá | 2014 |

### Copas Nacionales
| Título         | Club              | País   | Año  |
| -------------- | ----------------- | ------ | ---- |
| Torneo de Copa | San Francisco FC  | Panamá | 2015 |
| Torneo de Copa | Costa del Este FC | Panamá | 2019 |

- Datos: Q107208936